# Роодсі
Ро́одсі (ест. Roodsi sulg) — природне озеро в Естонії, у волості Вастселійна повіту Вирумаа.

## Розташування
Роодсі належить до Чудського суббасейну Східноестонського басейну.
Озеро лежить на північний схід від села Кюлаору.

## Опис
Загальна площа озера становить 1 га. Довжина берегової лінії — 1 152 м.
Із заходу в озеро вливається струмок Вастселійна (Vastseliina oja), який потім витікає з північного краю водойми.